# City Gate Ramat Gan
Das City Gate (hebräisch מִגְדַּל שַׁעַר הָעִיר Migdal Schaʿar ha-ʿĪr) oder auch Mosche Aviv Tower (מִגְדַּל מֹשֶׁה אָבִיב Migdal Moscheh Avīv) in Ramat Gan in Israel ist mit einer Gesamthöhe von 244 m das höchste Gebäude Israels. In dem 2001 erbauten Hochhaus befinden sich auf 68 Etagen hauptsächlich Büros und in den elf obersten Etagen 98 Apartment-Wohnungen.
Beim Design orientierten sich die Architekten am Westend Tower in Frankfurt am Main, denn genau wie dieser besitzt auch das City Gate ein kronenähnliches Dach. Das Gebäude verfügt über ein eigenes Fitnessstudio, eine Synagoge und zwei Swimmingpools. Mit Baukosten von 130 Millionen US-Dollar ist es bis heute das teuerste jemals in Israel errichtete Gebäude.